# Lužniki (stanice Moskevského centrálního okruhu)
Lužniki (rusky Лужники) je stanice na Moskevském centrálním okruhu. Je pojmenována podle blízkého stadionu.

## Charakteristika
Stanice leží na bývalé železniční stanici Vorobjovy gory. Nachází se v čtvrti Lužniki, nedaleko stejnojmenného stadionu.
Stanice obsahuje dvě boční nástupiště o délce 270 metrů a dvoupatrovou staniční budovu s turnikety a pokladnou. Východ ze stanice ustí k ulici Chamnovičeskyj val, kdy přes ulici se nachází stanice metra Sportivnaja.